# Orendain
Orendain – gmina w Hiszpanii, w prowincji Guipúzcoa, w Kraju Basków, o powierzchni 5,95 km². W 2011 roku gmina liczyła 181 mieszkańców.